# Galbulimima belgraveana
Galbulimima belgraveana är en tvåhjärtbladig växtart som först beskrevs av Ferdinand von Mueller, och fick sitt nu gällande namn av Thomas Archibald Sprague. Galbulimima belgraveana ingår i släktet Galbulimima och familjen Himantandraceae. Inga underarter finns listade i Catalogue of Life.

## Bildgalleri

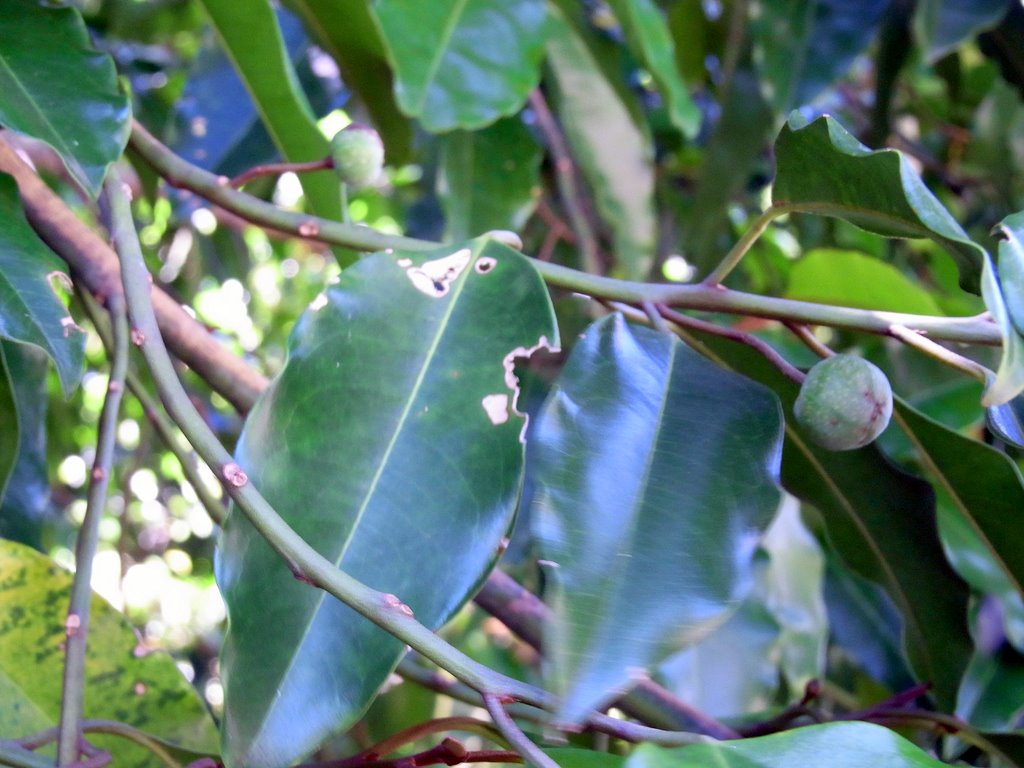